# Eppishausen
Eppishausen – miejscowość i gmina w Niemczech, w kraju związkowym Bawaria, w rejencji Szwabia, w regionie Donau-Iller, w powiecie Unterallgäu, wchodzi w skład wspólnoty administracyjnej Kirchheim in Schwaben. Leży w Szwabii, w Parku Natury Augsburg – Westliche Wälder, około 13 km na północ od Mindelheimu.

## Dzielnice
W skład gminy wchodzą następujące dzielnice:
Aspach, Ellenried, Eppishausen, Haselbach, Könghausen, Lutzenberg, Mörgen i Weiler.

## Demografia
| Rok  | Liczba mieszk. |
| ---- | -------------- |
| 1970 | 1 806          |
| 1987 | 1 816          |
| 2000 | 1 880          |

## Polityka
Wójtem gminy jest Josef Kerler (Gemeinschaft Eppishausen), rada gminy składa się z 12 osób.
|      | Gemeinschaft Eppishausen | FWG Haselbach | FWG Könghausen | Bürgerschaft Mörgen | Razem |
| 2008 | 5                        | 4             | 1              | 2                   | 12    |
| 2002 | 4                        | 5             | 1              | 2                   | 12    |

## Oświata
W gminie znajduje się przedszkole (75 miejsc).